# Шкорич, Мира
Мирьяна (Мира) Шкорич (серб. Мирјана Мира Шкорић, родилась 8 июля 1970 в Белграде) — сербская поп-фолк певица. Начала карьеру в 1988 году, известна благодаря клипам на свои известные песни Откачи, Ти си к’о и ја и Иста нам је туга.

## Биография
Родилась в Белграде, окончила музыкальную школу и коммерческое училище. Дебютировала на фестивале «Распевана јесен», на котором вышла в финал. В 1988 году записала первый альбом под названием «Нико као ми» (серб. Никто, как я), вышедший при помощи компании Diskos Produkcije, который, однако, вместе с последующими тремя альбомами не обратил значительного внимания на юную певицу.
Выход пятого альбома «Не дај ме мајко» (серб. Не дай мне, матушка) в 1993 году принёс долгожданную популярность Мире: популярными в Сербии стали её песни «Не дај ме мајко», «Манастир» (серб. Монастырь), «Ти си к’о и ја» (серб. Ты такой же, как я), «Откачи» (серб. Оторви) и «Низ вене ми тихо течеш» (серб. По венам моим тихо течёшь). Успех альбома был очевиден и в последующие годы, пока Мира записывала песни «Родићу ти сина» (серб. Рожу тебе сына), «Карта туге» (серб. Карта печали) и «Ниси ми судбина» (серб. Ты не моя судьба). К 2000 году она также записала хиты «Коса црна» (серб. Коса чёрная), «Бићу неком добра» (серб. Буду когда-нибудь доброй) и «Врати нам се друже мој» (серб. Вернись к нам, друг мой) в дуэте с Аца Лукасом. В 2000 году вышел альбом 2000!, с которого главным хитом стала песня «Обоје ћу да одлежим» (серб. Обоих уложу). Тем не менее, былой популярности Шкорич уже не могла достигнуть. В 2001 году вместе с Желько Бебеком она записала песню «Две олује» (серб. Две бури), а в 2003 году с альбомов известность ей принесла «Још увек те волим» (серб. Всё ещё люблю тебя).
Мира взяла затем двухлетнюю паузу и в 2005 году выпустила очередной альбом, который прошёл незамеченным. Публика отметила только песни «Најбољи пријатељи» (серб. Лучшие друзья), «Ни један други» (серб. Никто другой), «Лоша процена» (серб. Худшая оценка) и «Силикони» (серб. Силикон). Мира Шкорич добилась успеха и благодаря выступлению в дуэтах с такими исполнителями, как Ана Бекута («Није кума дугме» — Не пуговица друга), Цеца («Не рачунај на мене» — Не рассчитывай на меня) и Шериф Коневич («Трагови сећања» — Дороги воспоминаний). На конкурсе «Гранд фестивал» в 2006 году Шкорич заняла 3-е место благодаря песне «Иста нам је туга» (серб. Одна у нас печаль), одной из самых известных в её репертуаре.
В 2007 году Мира выступила на конкурсе «Беовизия-2007», победитель которого должен был представить Сербию на Евровидении в Хельсинки. Мира исполнила песню «Воли је» (серб. Люби это), заняв 11-е место и остановившись в шаге от финала. В 2008 году она снова выступила на «Гранд фестивал» с композицией «Тако си пао» (серб. Так ты упал), а в 2009 году стала участницей реалити-шоу «Велики Брат». В 2012 году Шкорич снова выступила на фестивале «Гранд фестивал» с песней «Бели анђео» (серб. Белый ангел).
В том же 2012 году Шкорич заявила о возможном уходе со сцены, но в 2013 году выпустила впервые за 8 лет новый альбом.
Живёт в Белграде с дочерью Милицей.

## Дискография
- Нико као ми — 1988
- Ми можемо све — 1989
- Очи моје поносите — 1991
- Имам жељу — 1992
- Не дај ме мајко — 1993
- Родићу ти сина — 1995
- У служби љубави — 1996
- Коса црна — 1997
- Срцекрадица — 1998
- 2000! — 2000
- Кафано! — 2001
- Још увек те волим — 2003
- Најбољи пријатељи — 2005
- За мој рођендан — 2013

## Фестивали
- 1986, Распевана јесен - Врати се радости
- 1987, Распевана јесен - Љубав долази сама (2-я премия от жюри)
- 1991, МЕСАМ - Зашто носиш прстен мој
- 2006, Гранд фестивал - Иста нам је туга
- 2008, Гранд фестивал - Тако си пао
- 2012, Гранд фестивал - Бели анђео[9]
- 2015, Pink music festival - Срце са кваром